# インド系ビルマ人
インド系ビルマ人（インドけいビルマじん、Burmese Indians）は、ミャンマー（ビルマ）に居住する、インド系の出自を持つ人びとの集団を指す言葉である。ここでの「インド」は、インド・バングラデシュといった南アジアの諸地域を広く指す。インド系の住民は古くよりミャンマーで生活していたが、現代ミャンマーのインド系ビルマ人のほとんどは、19世紀中葉以降、ビルマが大英帝国の植民地に組み込まれたのちに移住してきた人びとの子孫である。この時代、インド系住民は兵士・公務員・商人・金貸し・出稼ぎ者・港湾労働者などとして、植民地ビルマの政治・経済の原動力となっていた。1930年代の反インド暴動と、1942年よりはじまる日本によるビルマ統治を経て、1960年代にはインド系住民の財産没収がおこなわれた。
インド系ビルマ人はミャンマー総人口のおよそ5%（200万人から250万人）を占め、その多くはヤンゴン・マンダレーといった大都市、あるいはピンウールウィンやカローといったかつての植民都市に居住する。インド系ビルマ人はミャンマーの経済においてなお一定程度重要な地位を占め、社会文化的にも存在感をもたらしている。

## 歴史

### インド系住民の流入

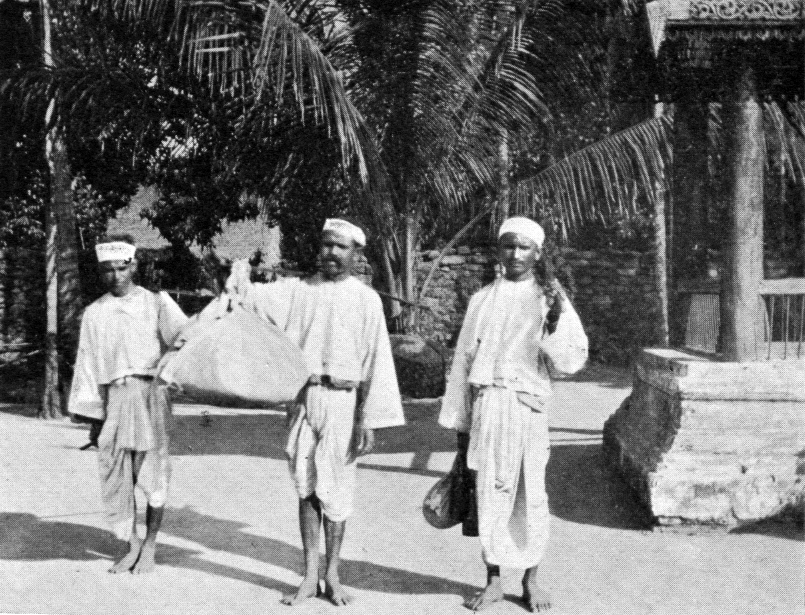
メイテイ人占星術師とバラモンの男性（ca. 1900年）

ミャンマーと南アジア諸地域との関係はふるいものであり、11世紀のパガン王朝時代の碑文からも、インド系住民を指すビルマ語名である「カラー」の語句がみつかっている。インド系住民は交易のため、あるいはインド諸地方とビルマ諸王国の争いの結果として、ビルマの諸地域に土着した。
このような経緯から、小規模なインド系コミュニティは、植民地期以前の古い時代より確立していたが、同地に多くのインド系住民が流入してきたのは、英緬戦争を経て、ビルマがイギリス領インド帝国の版図に含まれて以降のことである。1852年以降、同地域には地方官吏として、あるいは経済発展するビルマに雇用を求めて、多くのインド系住民が移住してきた。この時代、インドとビルマは行政的に一体であったため、人的流動の成約はほとんどなかった。19世紀後半にイラワジ川デルタが開発され、輸出用のコメの加工が同地域の主要産業となると、港湾都市を中心に多くの移民労働者が流入してきた。
下ビルマのインド系人口は、1871年には37,000人であったが、1901年には297,000人にまで増加し、その86%がビルマ以外の出身者であった。当時のインド系移民の多くはマドラス管区あるいはベンガル管区の出身であった。19世紀後葉には、60%以上がマドラス管区の出身となり、ベンガル出身者は1881年時点で30%、1901年時点で25%であった。当時のビルマにおいては、ビルマ人の農民がデルタを開墾し、耕作した米を、都市部のビルマ人が加工・輸出するという、民族ごとの分業体制が敷かれており、植民地行政官・歴史学者のジョン・ファーニヴァルはこうした体制を「複合社会」と名付けた。
1935年のビルマ統治法により、ビルマがイギリス領インドから分離されたにもかかわらず、第二次世界大戦の開戦まで、インド系移民の増加に歯止めはかからなかった。1931年までに、ビルマのインド系人口は総人口のおよそ7%にあたる100万人を超え、その多くは下ビルマに集中した。1931年の国勢調査によれば、ビルマのインド系人口は1,017,825人であり、うち617,521人の出生地がインドであった。同国勢調査によれば、ラングーンの総人口400,415人のうち、212,929人がインド系であった。インド系人口は、上ビルマの2.5%・下ビルマの10.9%を占めた。

### 反インド感情の高まり
こうした状況下で、ビルマにおける反インド感情も高まっていった。マドラス管区の商人カーストであるチェッティヤーは、下ビルマ地域の農民を中心に金貸し業を営んでいた。彼らは特に1930年代の米価暴落時、農民の土地を差し押さえて不在地主化した。ビルマ人ナショナリズムが高まる中で、チェッティヤーは高利貸として憎悪の対象となった。
1930年5月には、ラングーンにおいて大規模な反インド暴動が発生した（1930年ラングーン暴動）。これは、インド人港湾労働者のストライキを契機として、イギリス人経営者がビルマ人をかわりに雇用したことを契機とするものであり、26日にインド人労働者が労働に復帰すると、ビルマ人・インド人労働者のあいだで対立が発生した。この衝突は市内全域に広がり、2日以内にはメイミョーといった近郊都市にまで波及した。この暴動は、最終的にはインド系住民200人以上が殺害される事態にまで深刻化した。ビルマ系ナショナリスト団体であり、のちにビルマの独立を主導することとなるタキン党（われらバマー人連盟）はこの暴動に際してはじめて公に現れた。
1938年にも、大規模な反インド暴動が発生した。ムスリムであるシュエピーが執筆した「イスラーム礼拝導師と瞑想修行者文書」という書籍がそのきっかけであり、仏教を批判する内容が含まれる同書が、仏教僧により排斥の対象となったことが、インド系移民全般に対するビルマ人の集団暴行へと発展した。この暴動でも、240人以上の死者が出た。この暴動に対しては植民地政府より調査報告書が発行されており、インド系住民が増加し、労働者だけでなく資本家階級の一定部分にもインド人が浸透している現況に、ビルマ人が不安を抱えていたことがその背景にあると結論付けられた。

### 第二次世界大戦とその後

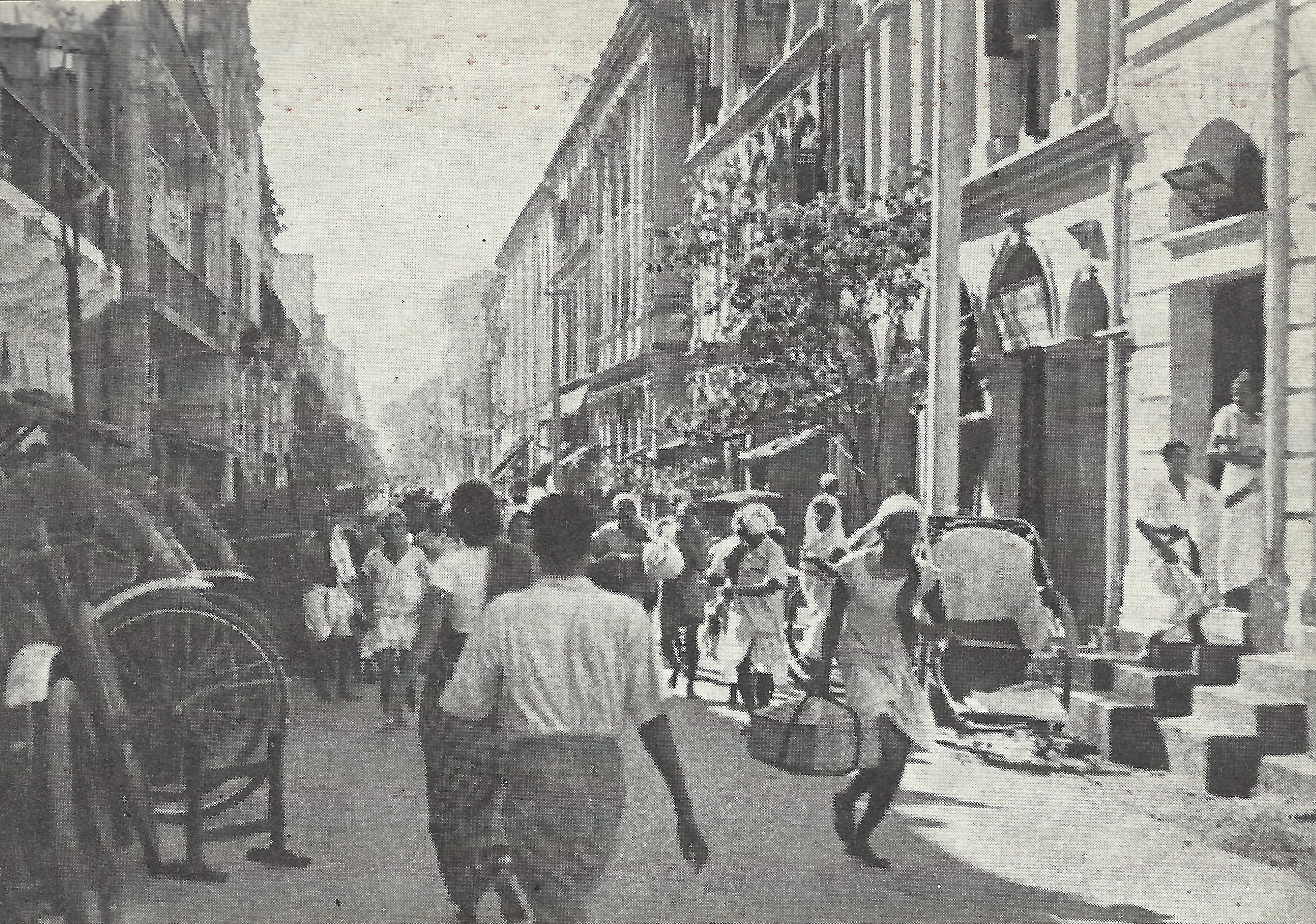
日本軍の空爆を受け、ラングーン39番街を離れるインド系住民（1941年）

第二次世界大戦の開戦時、ラングーンのおよそ半分、ビルマ全体のおよそ16%がインド系で占められていた。1942年に日本軍がビルマに侵攻すると、インド系住民約50万人が陸路でアッサムへ避難した。彼らの移動手段はほとんどの場合徒歩であり、数千人が死亡した。1948年にはビルマ連邦が独立する。新政府はビルマ・ナショナリズムの影響を濃厚に受け継いでおり、ビルマは「土着諸民族（タインインダー）の集合体」からなる国家と仮構された。政府はインド人および華人の住民を、国民国家であるところのミャンマーの「他者」と位置づけた。
1962年ビルマクーデターを通じて政権を握ったネウィンは、ビルマ式社会主義政策にもとづき土地と企業を国有化したが、このとき没収の対象になったのは、多くの場合華人ないしインド人の資産であった。1964年の企業国有化政策を背景に、300,000人以上がビルマを離れた。政府は彼らをインドに「帰国」させるべく各人に175チャットの旅費を支給した。この政策により、インドとビルマの関係はいちじるしく悪化し、インド政府は彼らの国外脱出のために航空機と船舶を手配した。1960年代末までに、ほとんどのインド人がビルマを離れ、最貧困層および、ビルマに土着した一部の層のみがとどまった。
1982年に制定された国籍法により、ビルマの「国民」と認められるのは「土着」の135民族（タインインダー）のみであり、インド系や中国系の住民は「準国民」ないし「帰化国民」というかたちでしか国籍を得ることができなくなった。同法により「土着」の住民ではないと判断されたビルマ国籍保持者には、ヤンゴン工科大学といった理工系の大学への進学が不可能になったり、公務員の昇進に差がつけられるといった不利益が生じている。

## 社会

### 民族・言語

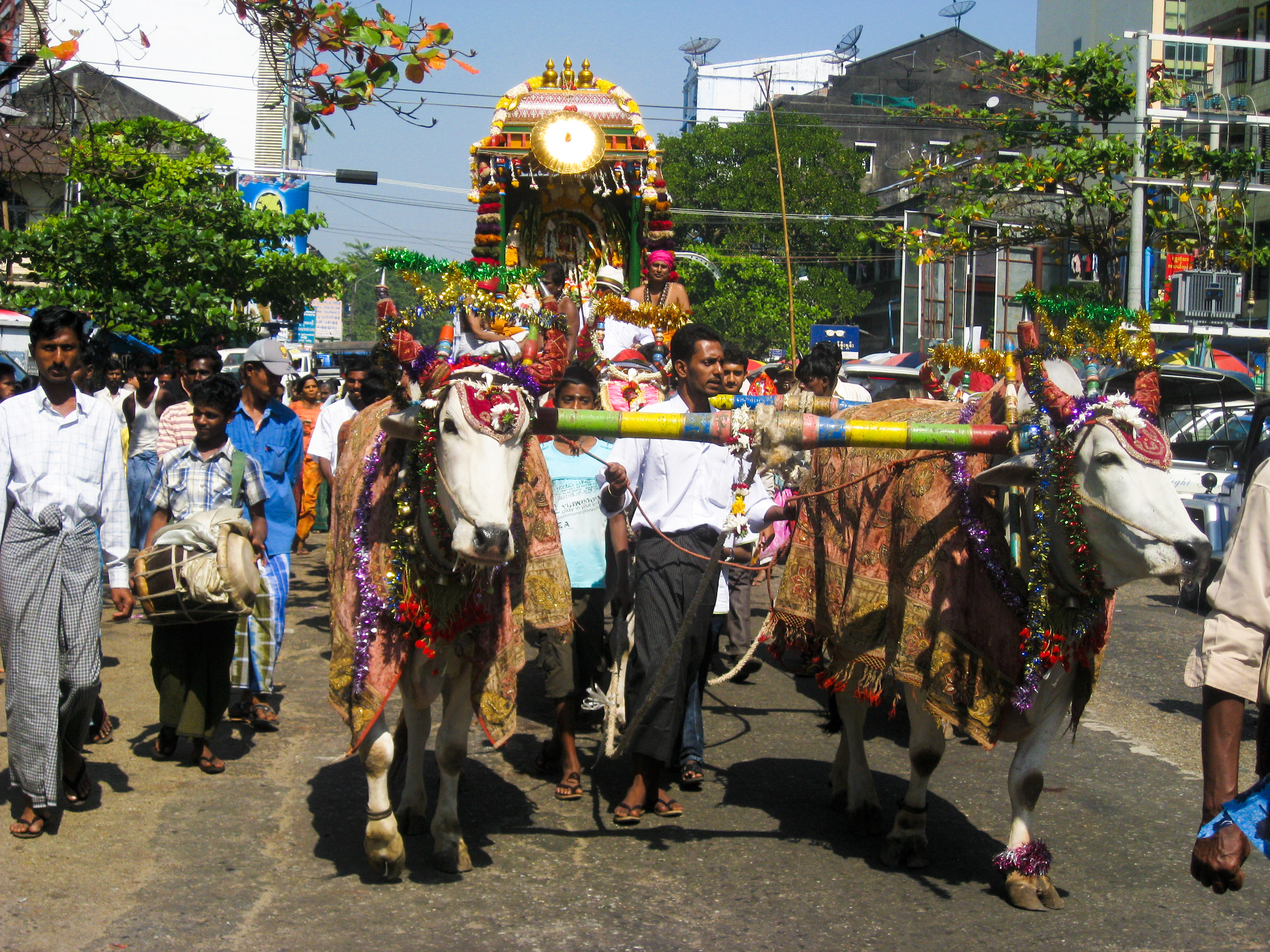
ヒンドゥー教寺院の行列（ヤンゴン）

インド系ビルマ人の出身地はさまざまであるが、その多くはマドラス管区出身のタミル語・テルグ語話者である。これは、インド系マレーシア人、インド系フィジー人、インド系南アフリカ人などと同様である。また、ベンガル管区とビハール・オリッサ管区も、移民の供給地となった。グジャラート・連合州・シンドなどからはイスラム教徒の商業従事者が移住したほか、パンジャブやネパールなどから植民地軍の兵士が派遣された。
現代ミャンマーにおいては、インド系ビルマ人はほとんど土着化しており、ヒンディー語・ウルドゥー語・ネパール語といった民族語より、ビルマ語のほうが流暢なことが多い。

### 宗教

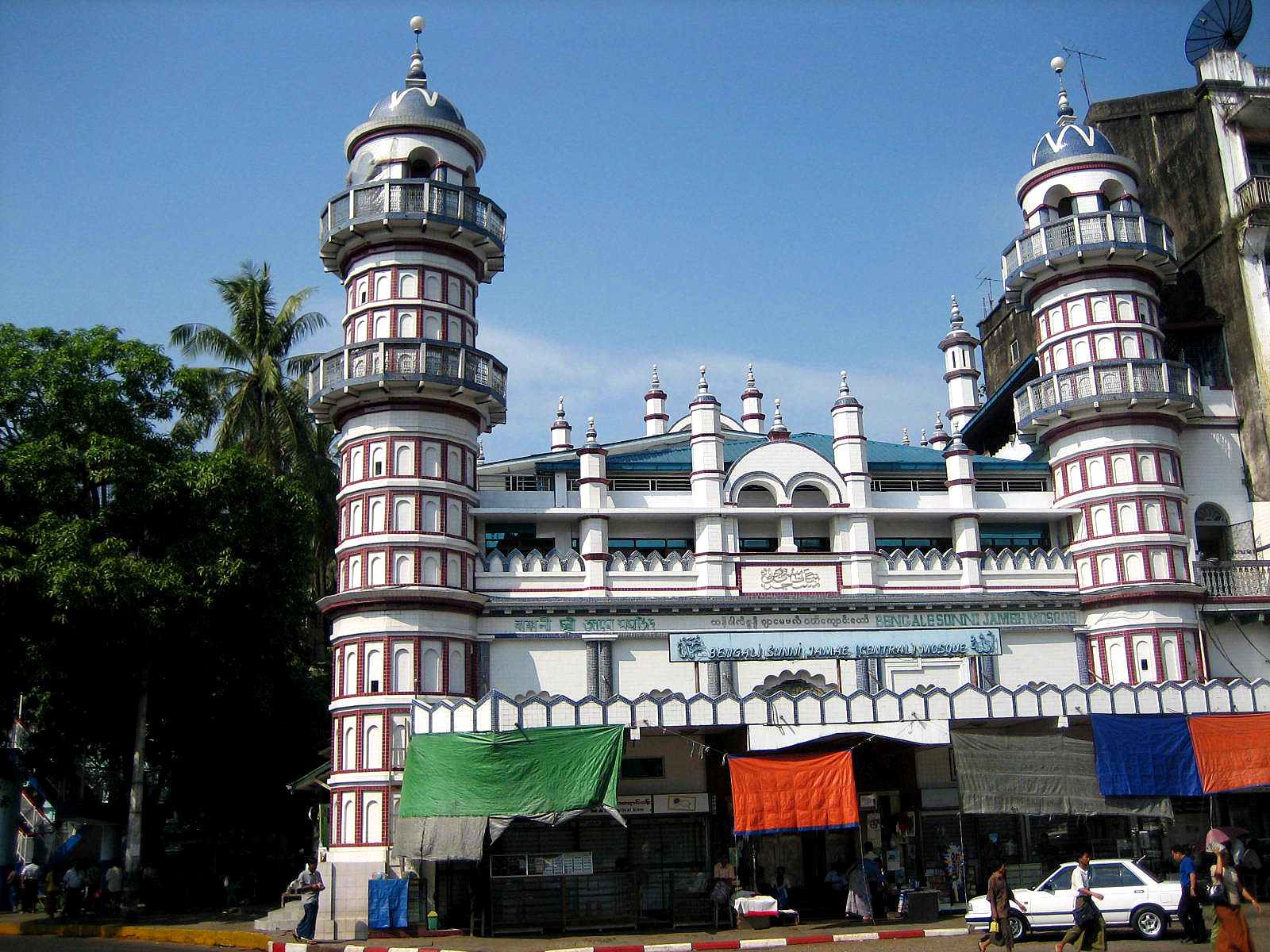
Jameh Mosque（ヤンゴン）。ベンガル系のスンニ派モスクである。

多くのインド系ビルマ人は、ヒンドゥー教を信仰している。ミャンマーのヒンドゥー教は仏教の影響を強く受けており、ヒンドゥー教の神々に加え、仏陀も信仰されている。ヒンドゥー教寺院に仏像が置かれることも少なくない。また、イスラム教やシク教も信仰されている。
ミャンマーの憲法においては信教の自由が保証されているが、限定的なものであり、その他の法律などにより、さまざまな制限が加えられている。特に、イスラム教に対する制限や差別はいちじるしい。